# 天主教聖加布里埃爾-卡舒埃拉教區
天主教聖加布里埃爾-卡舒埃拉教區（拉丁語：Dioecesis Cachoëirensis）是巴西一個羅馬天主教教區，屬馬瑙斯總教區。
1910年10月19日設宗座代牧區，1925年5月1日升為自治監督區，1980年8月30日升為教區。
教區位於亞馬遜州西北部，2010年有教友92,900人（佔轄區總人口98.2%）、十個堂區、二十名司鐸。現任教區主教為埃德松·塔斯凱托·達彌盎。其前任宋端雲是一名來自上海的慈幼會會士。